# Açude Choró Limão
O Açude Choró Limão, também conhecido como Açude Pompeu Sobrinho, é um açude brasileiro no estado do Ceará.
Está construído sobre o leito do Rio Choró no município de Choró. sua obras foram realizadas pelo DNOCS sendo concluídas em 1934.
Sua capacidade é de 143.000.000 m³.